# St. Remigius (Viersen)

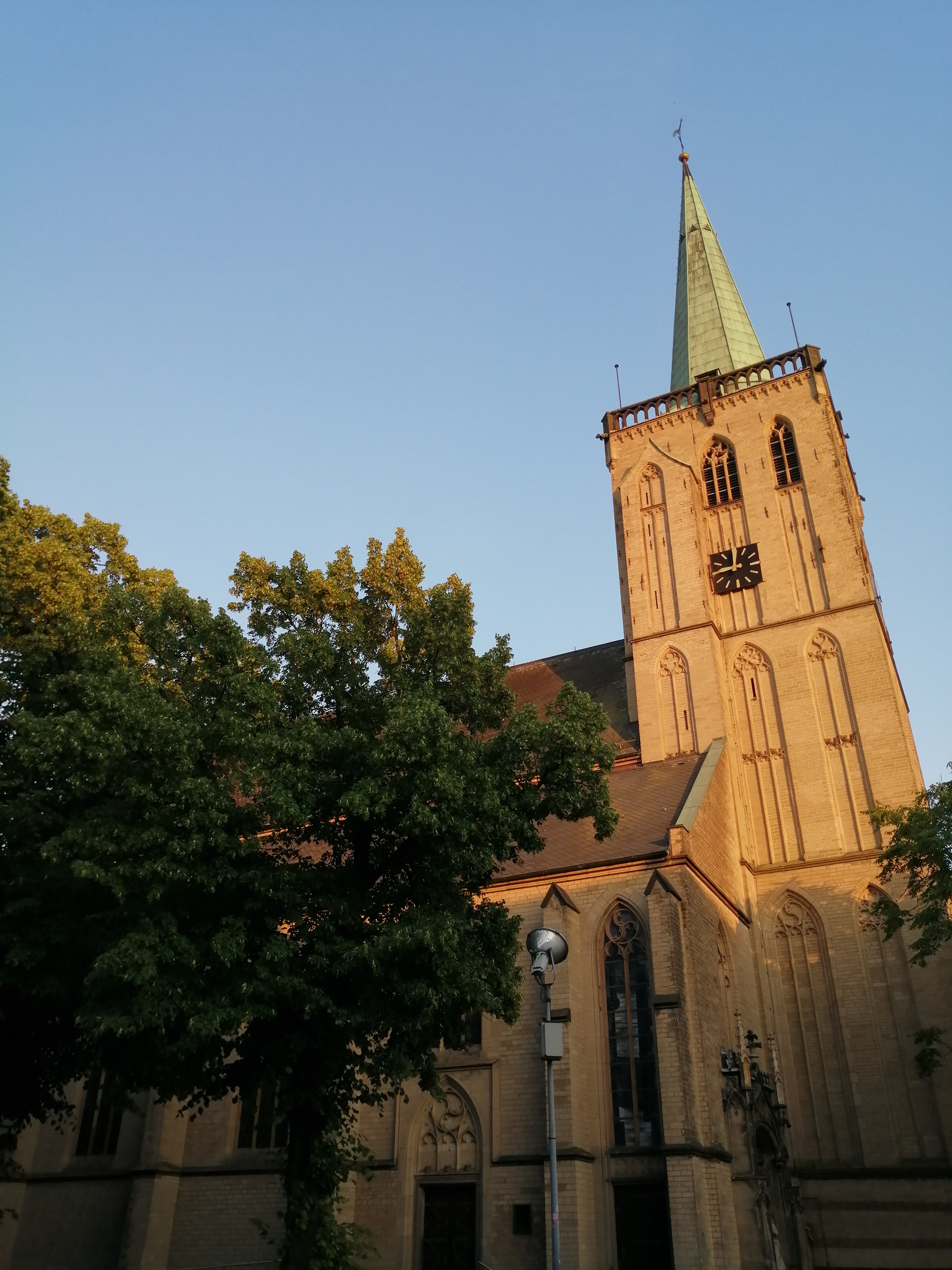
St. Remigius (Viersen)

Die Pfarrkirche St. Remigius ist ein römisch-katholisches Kirchengebäude in Viersen.

## Geschichte
Bereits zu karolingischer Zeit wurde im 8./9. Jh. in Viersen eine Steinkirche errichtet. Es handelte sich dabei um eine fränkische Saalkirche, die um das Jahr 1181 zu einer dreischiffigen romanischen Pfeilerbasilika umgebaut wurde. Im Jahr 1185 wurde die Kirche im St.-Gereon-Stift zu Köln urkundlich erwähnt. Ab dem 14. Jahrhundert wurde begonnen, sie zu einer frühgotischen Kirche umzubauen.
Der Turm der Kirche wurde um 1350 dem romanischen Schiff vorangesetzt. Innen ist deutlich sichtbar des er versetzt zum heutigen spätgotischen Schiff steht. Das lässt vermuten, dass das alte romanische Schiff ein wenig mehr nach Süden hin stand. Der heutige spätgotische Kirchenbau wurde 1484 errichtet. Im Jahr 1699 stürzte die Kirche auf Grund von Pfeilerbruch in sich zusammen. Ihr Aufbau dauerte bis ins Jahr 1704. 1866 bekam sie eine Gasbeleuchtung.
Am 24. Februar 1945, fünf Tage vor der Besetzung Viersens durch US-Truppen, wurde die Kirche durch Brand- und Sprengbomben schwer beschädigt. Sie wurde 1945/46 durch den damaligen Dechanten Frenken nach den Plänen des Kölner Regierungsbaumeisters Wilhelm Hartmann wiederaufgebaut und am 25. September 1949 erneut geweiht. Am 27. Dezember 1952 wurde der Turmhelm fertiggestellt.
In den Jahren 1982–1984 wurde die Kirche im Inneren konzilskonform umgestaltet, dabei der Hochaltar entfernt, der Fußboden abgesenkt und Teile des Fundaments freigelegt. Als Altar diente provisorisch ein beweglicher Holzaltar.
Im Jahr 1999 wurde das derzeitige Ensemble aus Altar, Vorstehersitz und Ambo nach Entwürfen von Heinz Döhmen aus Aachener Blaustein und italienischem Bardiglio-Marmor errichtet, am 26. September 1999 fand die Altarweihe mit Weihbischof Dr. Gerd Dicke statt. Der Altar enthält Reliquien des hl. Polycarp, des hl. Mauritius und seiner Gefährten, des hl. Bonifatius und seiner Gefährten und des hl. Engelbert.
2004 wurde die Ostwand des nördlichen Seitenschiffs durchbrochen und der dahinter gelegene Raum zur Sakramentskapelle umgestaltet. Der Tabernakel von Eduard Schmitz wurde umgebaut und fand dort seinen Platz. Die künstlerische Ausmalung der Sakramentskapelle stammt von dem Viersener Künstler Georg Ettl, dieser gestaltete 2004 auch den Chorraum der Remigiuskirche.
Eine vom Architektenbüro Dewey und Blohm-Schröder mit einem neuen Gesamtkonzept für die Innenausstattung durchgeführte Sanierung folgte 2018. Dieses umfasste die Ausmalung, eine neue Beleuchtung, Beichtstühle und diverse andere Einrichtungsgegenstände.

## Künstlerische Ausstattung
- Geißlerkreuz, 1400/1401
- Tabernakel von Eduard Schmitz, Köln, 1949[7]
- Kirchenfenster von Eduard Horst, 1951[8]
- Ausmalungen im Chorraum von Georg Ettl, 2004

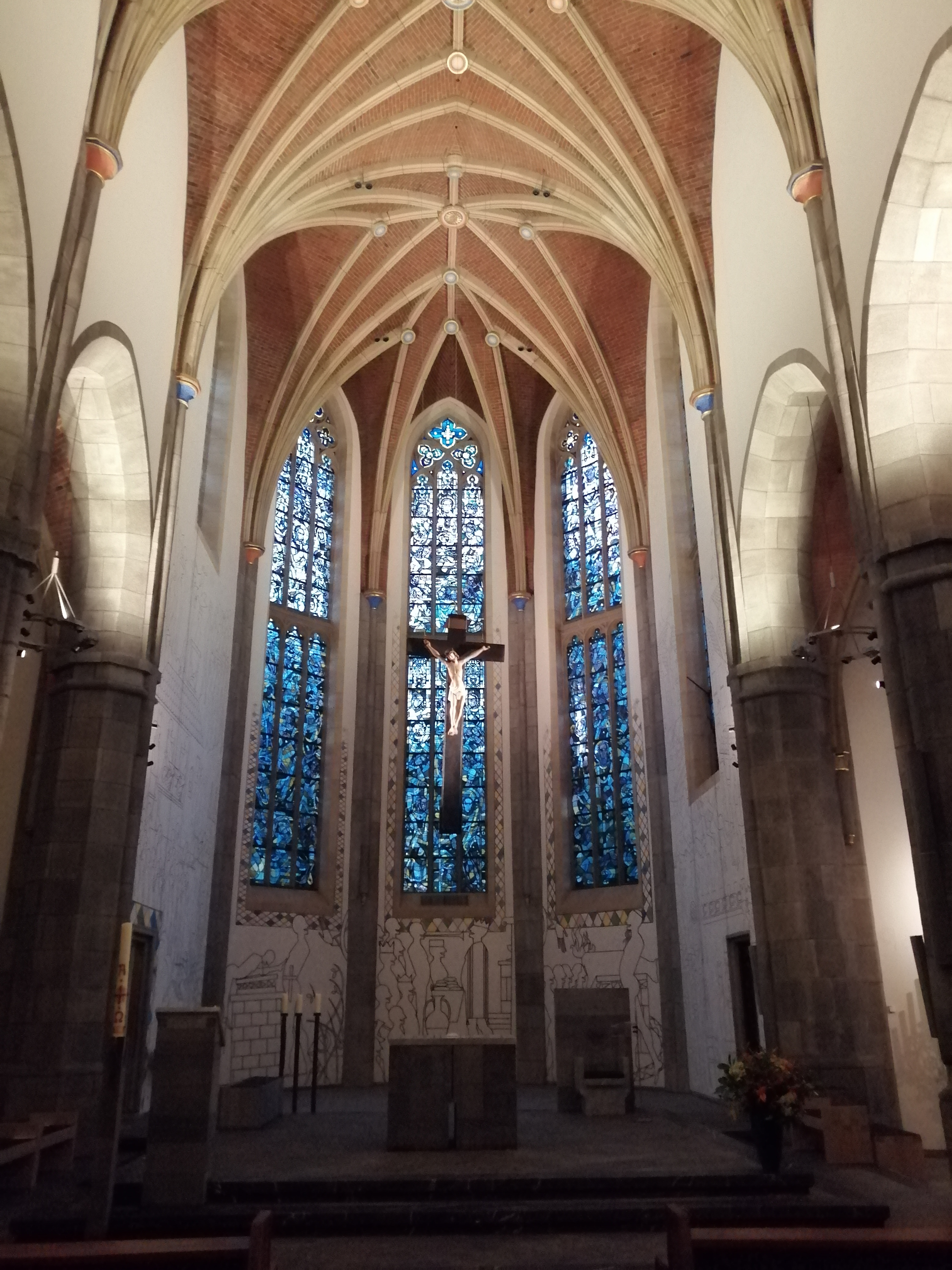
Blick in die Apsis

## Orgeln

### Hauptorgel

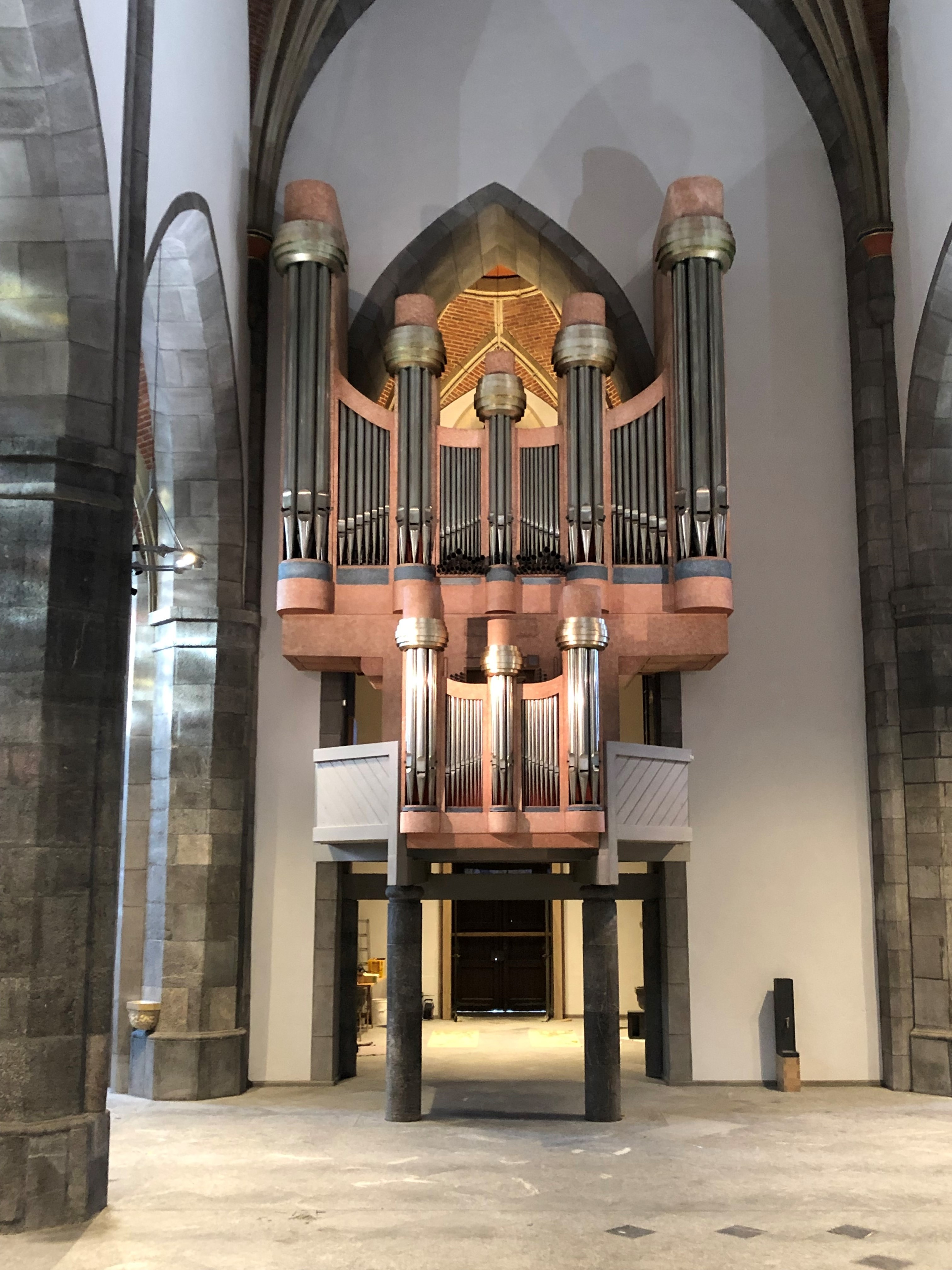
Gerald-Woehl-Orgel von 1984

Die Orgel wurde 1984 von dem Orgelbauer Gerald Woehl erbaut. Die Orgelweihe fand am 2. Dezember 1984 statt. Das Schleifladen-Instrument hat 52 Register, die auf vier Manuale und Pedal verteilt sind. Die Spiel- und Registertrakturen sind mechanisch. Der Gehäuseentwurf stammt von Heinz Döhmen und Gerald Woehl, die Disposition wurde von Viktor Scholz, Hans Wilhelm Hoff und Gerald Woehl erstellt. Das Instrument ist „im Zuschnitt und in der Ausführung [ein] kräftiger französischer Orgel-Akzent am Niederrhein“.
In der Kirche finden regelmäßig Konzerte des „Fördervereins für Kirchenmusik an St. Remigius e. V.“ statt. Seit dem 1. Juli 2019 ist Kantor Michael Park der leitende Kirchenmusiker an St. Remigius in der Nachfolge von Kirchenmusikdirektor Thorsten Konigorski (1999–2019), Regionalkantor Hans-Wilhelm Hoff (1960–1999) und Kirchenmusikdirektor Hans Jöris (1920–1960). Die Disposition lautet:
| I Positif C–g3     |        |
| Montre             | 8′     |
| Bourdon            | 8′     |
| Prestant           | 4′     |
| Flûte à cheminée 0 | 4′     |
| Nasard             | 2 ⁄3′  |
| Doublette          | 2′     |
| Tierce             | 1 3⁄5′ |
| Larigot            | 1 ⁄3′  |
| Fourniture III     |        |
| Cymbale III        |        |
| Trompette          | 8′     |
| Cromorne           | 8′     |
| Tremblant doux     |        |

| II Grand-Orgue C–g3    |         |
| Montre                 | 16′     |
| Montre                 | 08′     |
| Flûte harmonique       | 08′     |
| Salicional             | 08′     |
| Bourdon                | 08′     |
| Prestant               | 04′     |
| Flûte conique          | 04′     |
| Grosse Tierce          | 03 1⁄5′ |
| Nasard                 | 02 ⁄3′  |
| Doublette              | 02′     |
| Tierce                 | 01 3⁄5′ |
| Sesquialtera II        |         |
| Fourniture IV          |         |
| Cymbale IV             |         |
| Trompette en chamade 0 | 04′/8′  |

| III Récit expressif C–g3 |     |
| Quintaton                | 16′ |
| Bourdon                  | 08′ |
| Flûte traversière 0      | 08′ |
| Viole de Gamba           | 08′ |
| Voix céleste             | 08′ |
| Fugara                   | 04′ |
| Flûte octaviante         | 04′ |
| Octavin                  | 02′ |
| Progressio I–V           |     |
| Bombarde                 | 16′ |
| Trompette harmonique 0   | 08′ |
| Basson-Hautbois          | 08′ |
| Voix humaine             | 08′ |
| Clairon harmonique       | 04′ |
| Tremblant fort           |     |

| IV Bombarde C–g3 |    |
| Cornet V         |    |
| Trompette        | 8′ |
| Clairon          | 4′ |

| Pédale C–f1   |         |
| Montre        | 16′     |
| Soubasse      | 16′     |
| Grosse Quinte | 10 2⁄3′ |
| Flûte         | 08′     |
| Octave        | 04′     |
| Grosse Tierce | 6 2⁄5′  |
| Bombarde      | 16′     |
| Trompette     | 08′     |
| Clairon       | 04′     |

- Koppeln:
  - Normalkoppeln: IV/II, III/II, I/II, III/I, VI/P, III/P, II/P, I/P
  - Suboktavkoppeln: III/II
- Jeux de combinaison: III, P als Appel-Tritte
- Echoklappe III

### Chororgel

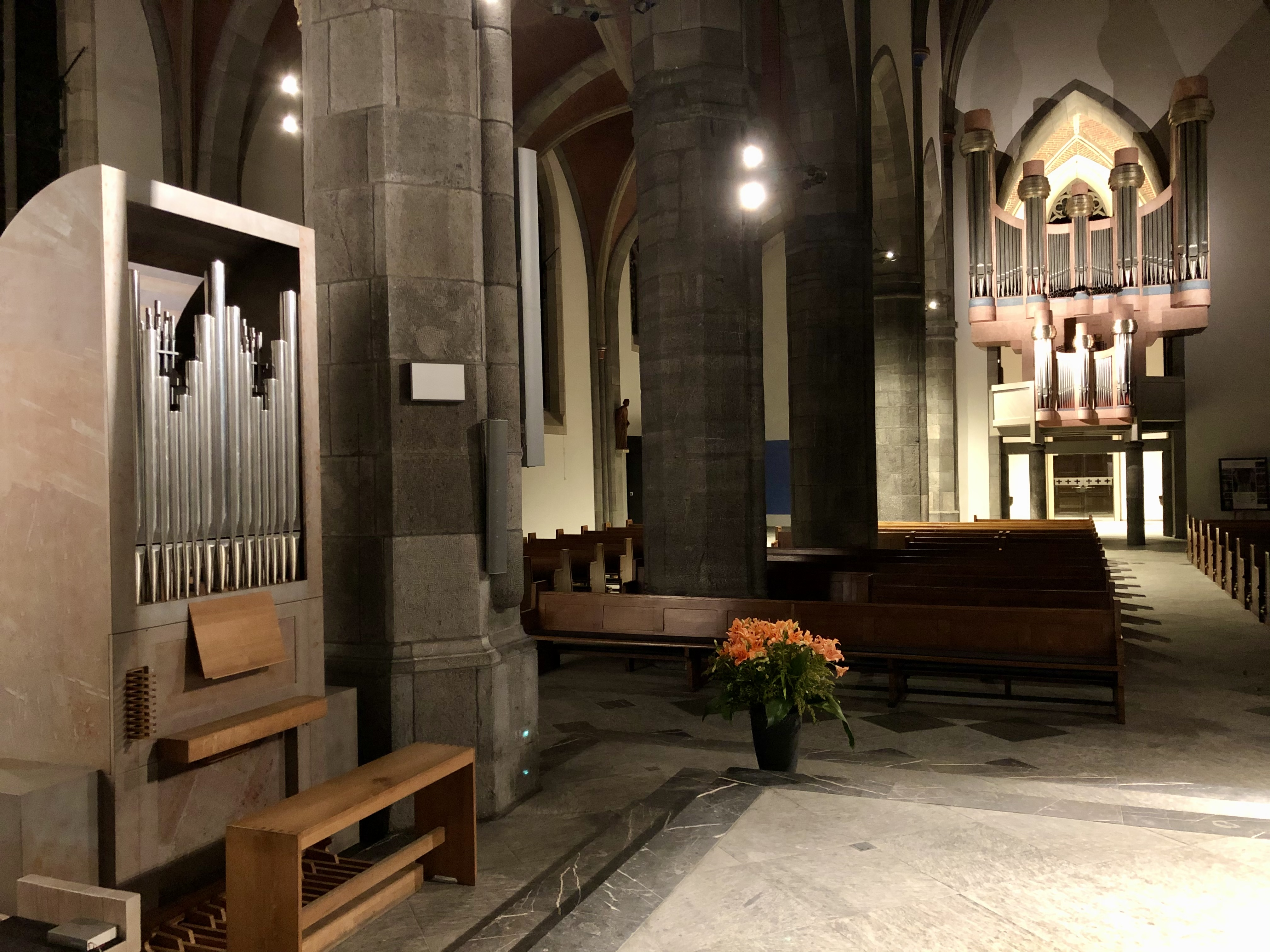
Totale mit beiden Orgeln

Im Chorraum existiert eine weitere, fahrbare Orgel von Martin Scholz aus Mönchengladbach, die 2002 in Anlehnung an Orgeln des italienischen Barocks gebaut und von Horst Lerche farbig gefasst wurde. Das Instrument hat 9 Register und ein angehängtes Pedal. Die Disposition lautet:
| Manual C–f3          |       |                |
| Principal            | 8′    |                |
| Voce umana (ab c1)   | 8′    | (Schwebung)    |
| Bordun B/D           | 8′    |                |
| Octave               | 4′    |                |
| Rohrflöte            | 4′    |                |
| Quinte               | 2 ⁄3′ | (weite Mensur) |
| Octave               | 2′    |                |
| Quinte               | 1 ⁄3′ |                |
| Cornetta III (ab c1) |       |                |

| Pedal C–d1 |
| angehängt  |

## Geläut
Im obersten Turmgeschoss von St. Remigius hängen sieben Glocken. Das heutige Geläut stammt größtenteils aus dem Jahre 1953. Von dem alten Geläut sind noch die alte St.Marienglocke aus dem Jahre 1506 und die Antonius-Sebastianus-Rochusglocke übrig. Im heutigen Geläut haben sie die Nummern drei und fünf. 
Vor dem Zweiten Weltkrieg bestand das Geläut aus folgenden Glocken:
| Nr. | Name                      | Nominal | Gießer                | Gussjahr                               | Gewicht     |
| --- | ------------------------- | ------- | --------------------- | -------------------------------------- | ----------- |
| 1   | Michael                   | gis0    |                       | 1931                                   | 112 Zentner |
| 2   | Remigius                  | h0      |                       | ursprünglich 1201, mehrfach umgegossen |             |
| 3   | Maria                     | cis'    | Johann van Venlo      | 1506                                   | 2500 kg     |
| 4   | Christus König            | dis'    |                       | 1927                                   |             |
| 5   | Antonius Sebastian Rochus | dis''   | Tillmann van Straelen | 1526                                   | 210 kg      |
| 6   | Jesus Maria Anna          |         |                       |                                        |             |

Des Weiteren befand sich im Dachreiter noch eine Glocke aus dem Jahre 1018.
Die Glocken Michael, Remigius, Christuskönig, Antonius und Maria-Anna wurden der Metallspende im Zweiten Weltkrieg zugeführt, wobei die beiden letztgenannten unversehrt zurückkamen. Die drei großen Glocken kamen nach Kall in die Eifel und wurden dort zerschlagen. Man hatte die wertvolle Remigiusglocke nicht als historisch anerkannt, da sie im Laufe der Jahrhunderte einige Male umgegossen worden war. Lediglich die alte Marienglocke von Johann van Venlo durfte im Turm hängen bleiben und überlebte den Luftangriff auf Viersen und den damit verbundenen Brand des Glockenturmes und der Kirche unbeschadet.
Seit 1953 besteht das Geläut aus folgenden Glocken:
| Nr. | Name                      | Nominal | Gießer                | Gussjahr | Gewicht |
| --- | ------------------------- | ------- | --------------------- | -------- | ------- |
| 1   | Remigius                  | gis0    | Feldmann und Marschel | 1953     | 5310 kg |
| 2   | Michael                   | h0      | Feldmann und Marschel | 1953     | 3070 kg |
| 3   | Maria                     | cis'    | Johann van Venlo      | 1506     | 2500 kg |
| 4   | Christus König            | dis'    | Feldmann und Marschel | 1953     | 1550 kg |
| 5   | Antonius Sebastian Rochus | dis''   | Tillmann van Straelen | 1526     | 210 kg  |
| 6   | Zweite Engelsglocke       | fis''   | Feldmann und Marschel | 1953     | 82 kg   |
| 7   | Erste Engelsglocke        | gis''   | Feldmann und Marschel | 1953     | 58 kg   |

Die Glocken Remigius, Michael, Christuskönig, sowie die beiden Engelsglocken wurden von der in Münster ansässigen,
aber heute nicht mehr existenten Gießerei Feldmann und Marschel gegossen und von der Firma Kaiser’s Kaffee und einem Privatmensch gestiftet. Die Marienglocke von 1506 ist wie bereits erwähnt ein Werk des Gießers Johann van Venlo, während die Antoniusglocke von 1526 Tillmann van Straelen zugerechnet wird.
Quellenangaben: Die Geschichte der Pfarrkirche des heiligen Remigius zu Viersen von Dechant G.Frenken.